# Marie-Gabriel Fugère
Marie-Gabriel Fugère (né le 31 décembre 1900 à Toulon-sur-Arroux et mort le 27 septembre 1963) est un ouvrier socialiste et résistant français.
Ouvrier à Villeurbanne, Marie-Gabriel Fugère militait à la Section française de l'Internationale ouvrière (SFIO) et à la CGT.
À partir de 1935, il participe à la tendance "Gauche Révolutionnaire" de la SFIO. En 1938, la tendance est exclue et crée le Parti socialiste ouvrier et paysan (PSOP) : Fugère devient secrétaire de la fédération du Rhône.
En 1940, il crée avec d'autres militants du PSOP de la région lyonnaise un groupe de Résistance, "L'Insurgé", puis en 1942 le journal clandestin du même nom. Fugère dirige le groupe sous le pseudonyme Sauvaget. Le groupe prend de l'importance, s'étend dans l'Ain, la Loire, l'Hérault, etc., et noue des contacts avec d'autres groupes résistants.
Arrêté en septembre 1943, Marie-Gabriel Fugère est déporté à Buchenwald. À son retour en 1945, il est fait officier de la Légion d'honneur.
Il milite par la suite au Parti socialiste autonome, puis au Parti socialiste unifié.

## Sources
- Jacques Kergoat, Marceau Pivert, socialiste de gauche, Éditions de l'Atelier, 1994.
- Jean Rabaut, Tout est possible ! : les gauchistes français, 1929-1944, Libertalia, 2018.
- Notice du Dictionnaire biographique du mouvement ouvrier français.
- Notice de La Bataille socialiste.